# ПАЗ-3204
ПАЗ-3204 «Ве́ктор» — российский высокопольный автобус малого класса, выпускающийся на объединении «Павловский автобус». Начал выпускаться в 2006 году и призван заменить классическую модель ПАЗ-3205, серийно выпускаемую с 1989 года, но до настоящего времени[уточнить] выпускается параллельно с ней.
Впервые модель представлена в 2003 году. Представляет собой автобус, близкий по габаритам к ПАЗ-3205, но с современной отделкой и комфортабельным салоном. Мелкосерийное производство началось в 2006 году, а полноценное серийное производство началось с 2007 года. Первый вариант с пневматической подвеской имел проблемы с надёжностью конструкции и остался не очень распространённым. Всего на август 2017 года выпущено не менее 9188 экземпляров, из них не менее 224 уже списаны.

## История
Первоначально индекс ПАЗ-3204 был присвоен полноприводному варианту автобусов серии ПАЗ-3203 (прототипам ПАЗ-3205). В 1973 году был выпущен единственный опытный образец, который успешно прошёл госиспытания и был рекомендован для серийного производства, но его настигла участь всей серии ПАЗ-3204 (образца 1973 года).

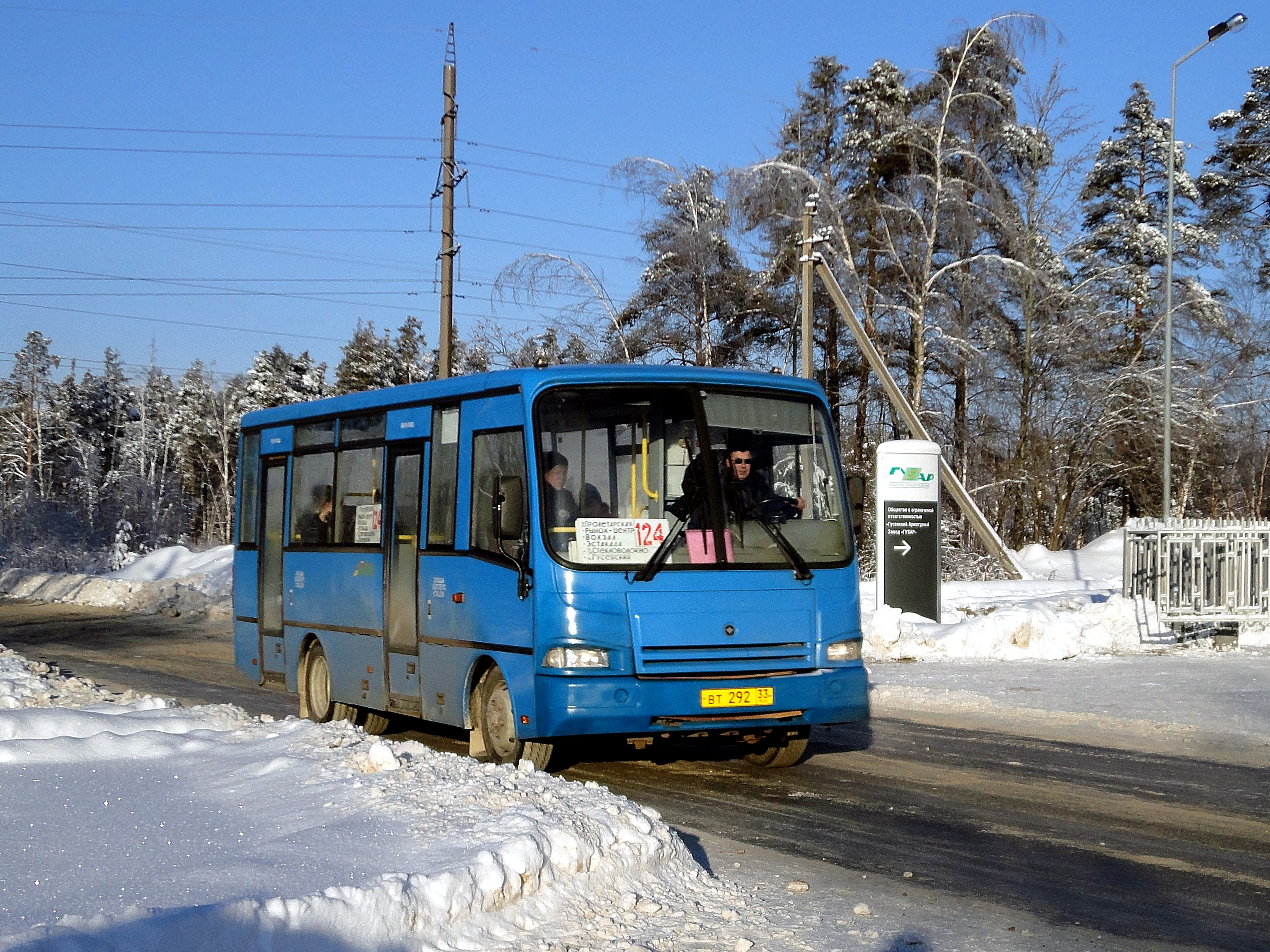
ПАЗ-320401-01 — ранняя модификация автобуса

В начале 2000-х годов был продемонстрирован автобус ПАЗ-320401 как модернизация автобуса ПАЗ-3205. Машина получила обновлённый внешний вид, пневматическую подвеску заднего моста, пониженный уровень пола в салоне и дизельный двигатель Cummins. Было выпущено 9 экземпляров. Серийный выпуск модели был налажен в 2006 году.
Осенью 2008 года на ПАЗе прошла модернизация модели 3204 образца 2006 года. Конструкция автобуса была несколько упрощена. С этих пор он стал обозначаться ПАЗ-320402-03, пневматическая подвеска уступила место рессорной, автобус прошёл фейслифтинг — получил новые фары, однако окна начали ставиться на резиновых уплотнителях, вместо современных вклеенных. Кроме того, передняя пассажирская дверь была перенесена ближе к передней оси автобуса, был повышен уровень пола. Автобус стал производиться с несколькими вариантами компоновки салона:
- городская (17 посадочных мест, общая вместимость — 53 чел.)
- городская и пригородная (21 посадочное место, общая вместимость — 50 чел.)
- пригородная (25 посадочных мест, общая вместимость — 43 чел.)

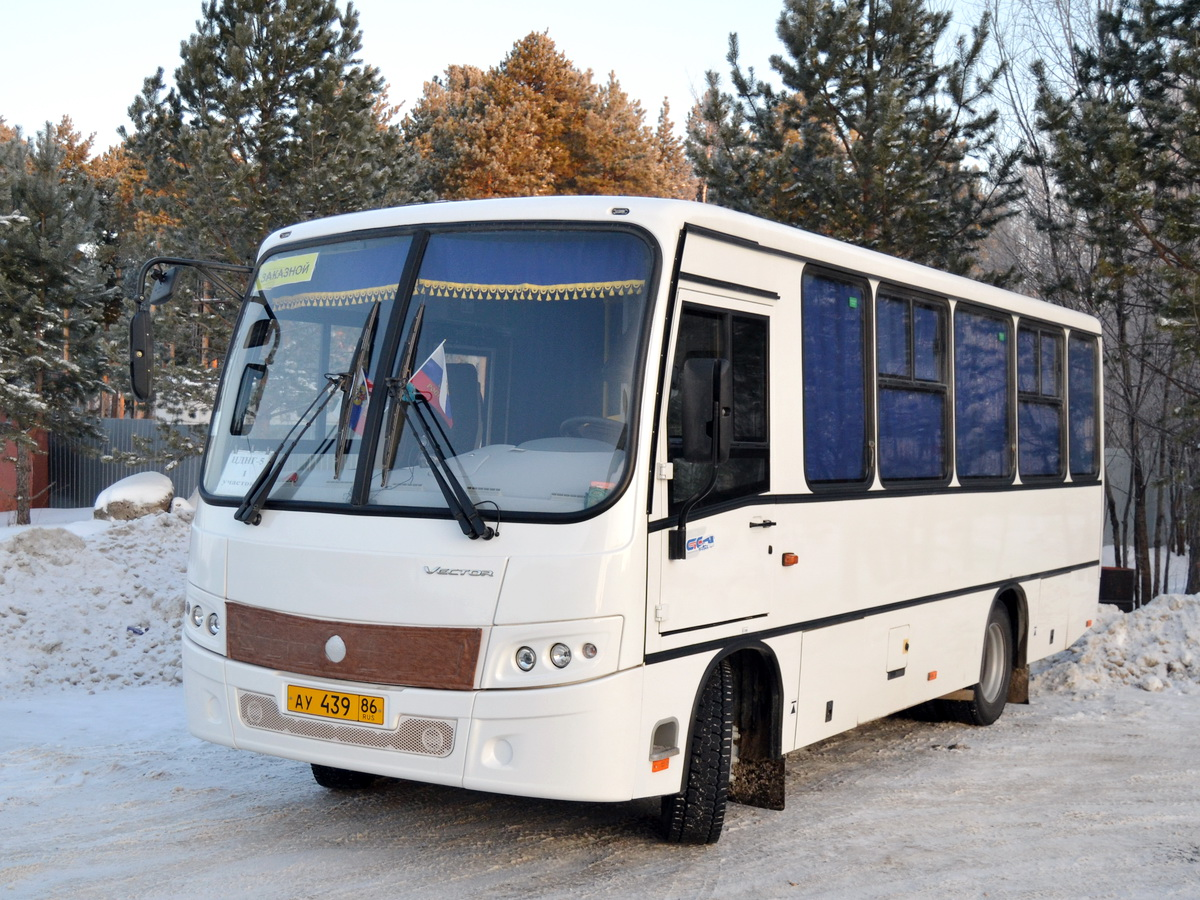
ПАЗ-320402-04 «Vector» в Пыть-Яхе

Тогда же была выпущена удлинённая до 8,5 м модификация автобуса.
В 2011 была представлен рестайлинг модели 3204, получивший название ПАЗ «Vector». На автобус стали устанавливаться новые на тот момент двигатели ISF3.8 производства Cummins. С 2013 года начался массовый выпуск рестайлинговой версии.
В 2015 проведена глубокая модернизация автобуса, получившая собственное наименование ПАЗ «Vector Next». В отличие от предыдущих модификаций, она строится на шасси «ГАЗон Next» под собственным обозначением ГАЗ-C40R13. Внедрена пневматическая подвеска заднего моста. Появились модификации с низким уровнем пола на задней площадке, облегчающим доступ для маломобильных пассажиров. С 2019 года начат выпуск удлинённой модели ПАЗ Вектор Next 8.8, после чего выпуск старых версий 3204 был прекращён.

## Модификации
Автобус выпускался в следующих модификациях:
- ПАЗ-3203 (после рестайлинга — «Vector») — базовая модель, укороченная до длины 7100 мм, база 3800 мм. Оснащались двигателями производства ЗМЗ семейства ЗМЗ-53, такими же как ПАЗ-3205.
- ПАЗ-320302 (после рестайлинга — «Vector») — городской автобус, 17-21 посадочных мест. Выпускается и в виде рестайлинга.
- ПАЗ-320370 — школьный автобус.
- ПАЗ-320401 — опытная модель, городской автобус, длина 7600 мм, база 3800 мм, с пневматической подвеской заднего моста и пониженным уровнем пола в передней части салона. Построено всего 9 экземпляров.
- ПАЗ-320402 — базовая модель, городской и пригородный автобус, длина 7600 мм, база 3800 мм, число мест: до 25, применена рессорная с амортизаторами подвеска вместо пневматической. Выпуск прекращён в пользу Vector Next 7.6.
- ПАЗ-320403 — на шасси Tata с ширмовыми дверями, выпуск прекращён.

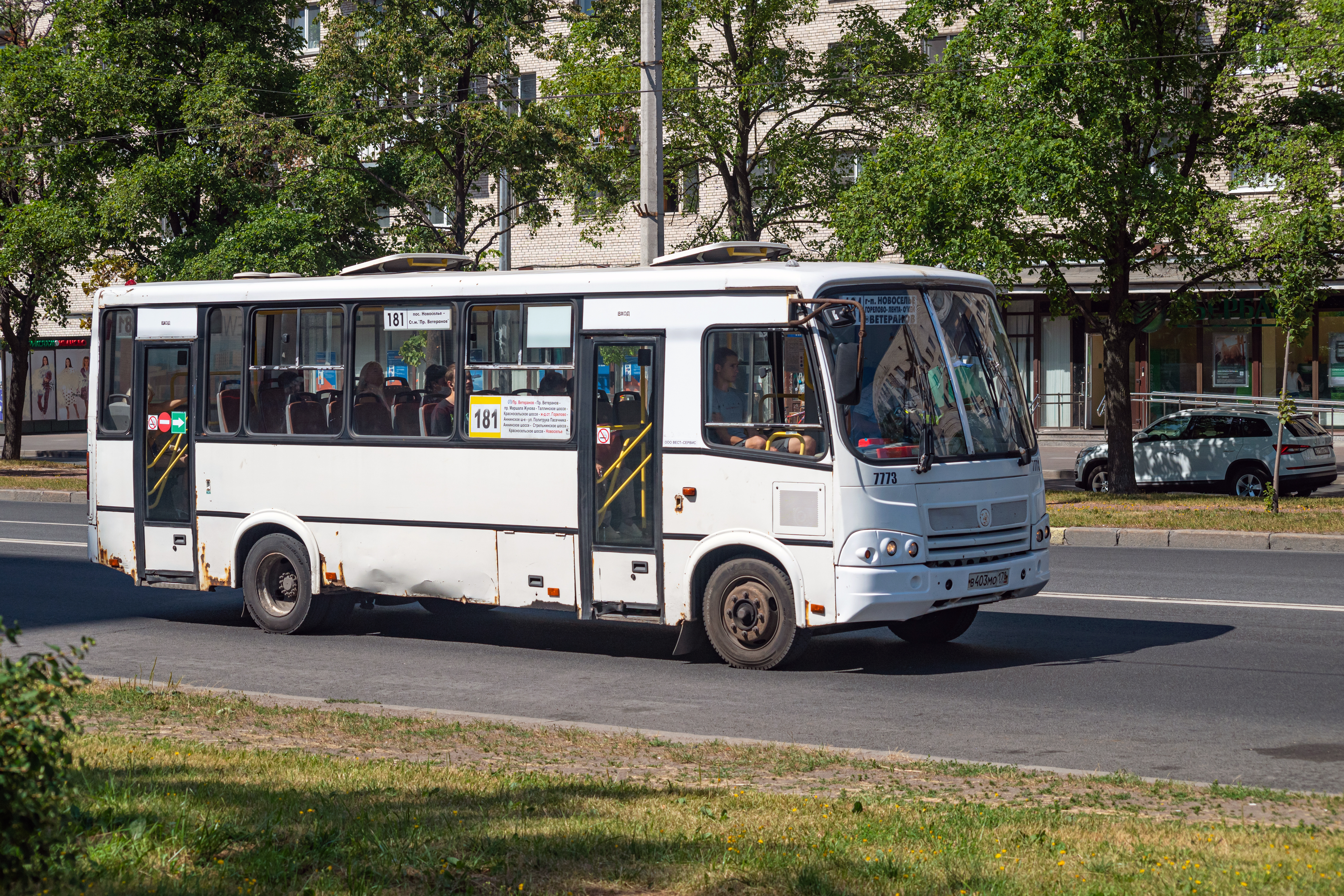
ПАЗ-320412-05 на проспекте Ветеранов в Санкт-Петербурге

- ПАЗ-320412 (после рестайлинга «Вектор») — городской и пригородный автобус, удлинённая модель на одну оконную секцию, длина 8560 мм, база 4760 мм, число мест: до 30. Выпуск линейки прекращён в пользу 320414.

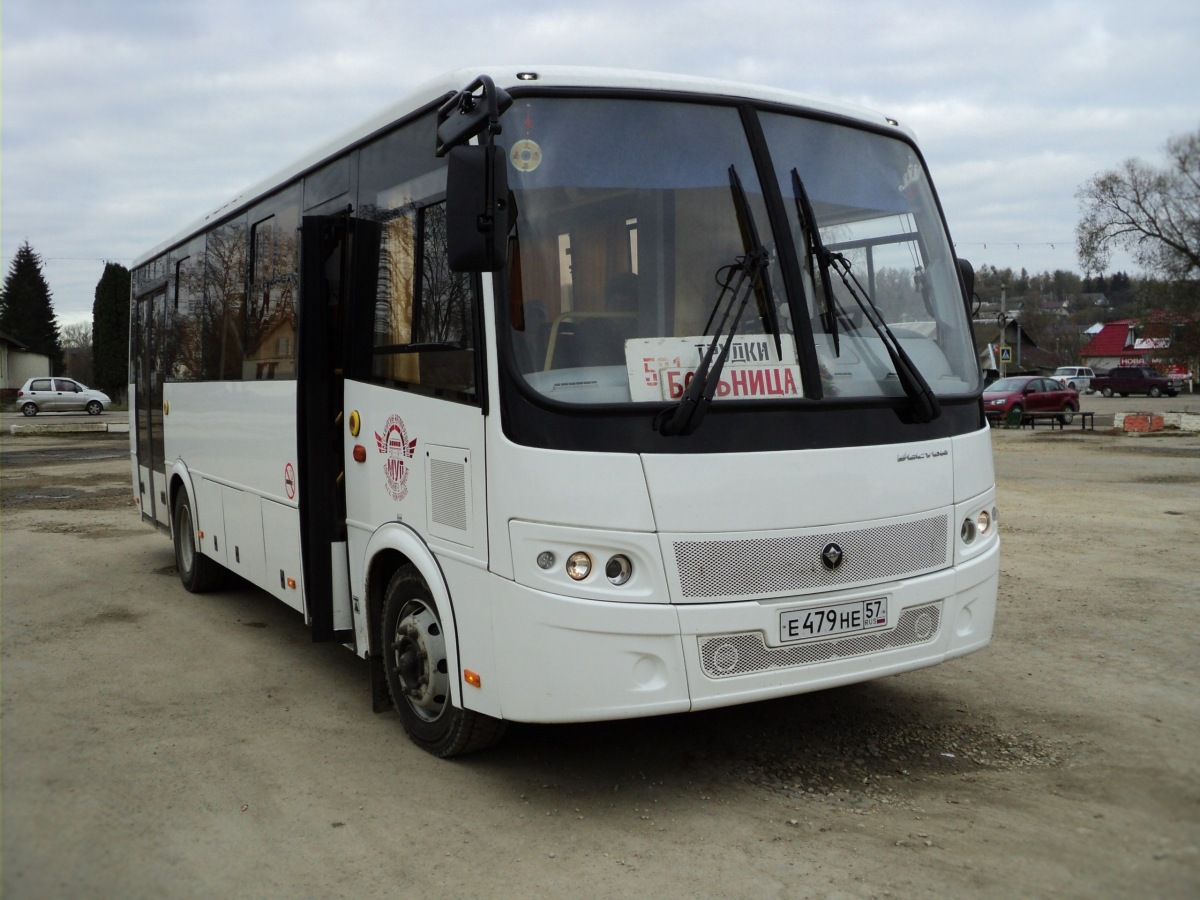
ПАЗ-320414-05 «Вектор» в Орловской области

- ПАЗ-320414 «Vector 8.8» — городской автобус, удлинённая модель на одну оконную секцию с двустворчатой дверью в задней части салона, длина 8800 мм, база 4760 мм, число мест: до 30. Выпуск прекращён в пользу Vector Next 8.8.
- ПАЗ-320434 «Vector» (MR)
- ПАЗ-320470 — школьный автобус на базе ПАЗ-320402, длина 7600 мм, база 3800 мм, число мест: 23
- ПАЗ-320472 — школьный автобус на базе ПАЗ-320412, длина 8560 мм, база 4760 мм, число мест: 31

После обозначения индекса модели через дефис добавляется индекс типа установленного двигателя. Модификации ПАЗ-320302 выпускались со следующими типами двигателей: ПАЗ-320302−02 — с инжекторным бензиновым двигателем ЗМЗ-5245, Евро-5
- ПАЗ-320302−08 — с карбюраторным бензиновым двигателем ЗМЗ-5234, Евро-4
- ПАЗ-320302−11  — с газовым двигателем Isuzu 4HV1, работающем на КПГ
- ПАЗ-320302−12  — с инжекторным газо-бензиновым двигателем двигателем ЗМЗ-5245 и ГБО для работы на КПГ, Евро-5
- ПАЗ-320302−22 — с инжекторным газо-бензиновым двигателем двигателем ЗМЗ-5245 и ГБО для работы на сжиженном газе, Евро-5

Модификации ПАЗ-3204 и ПАЗ-3204 «Vector» выпускались со следующими типами двигателей:
- −01 — с дизельным двигателем Cummins
- −03 — с дизельным двигателем Cummins 4ISBe
- −04 — с дизельным двигателем ЯМЗ-53423[7] (также «Vector»)
- −05 — с дизельным двигателем Cummins ISF3.8
- −10  — с газовым двигателем Cummins ISB 5,9 G195, работающем на КПГ
- −14  — с газовым двигателем ЯМЗ-53414, работающем на КПГ

У модификаций с газовым двигателем баллоны установлены под полом салона.

## ПАЗ «Vector Next»

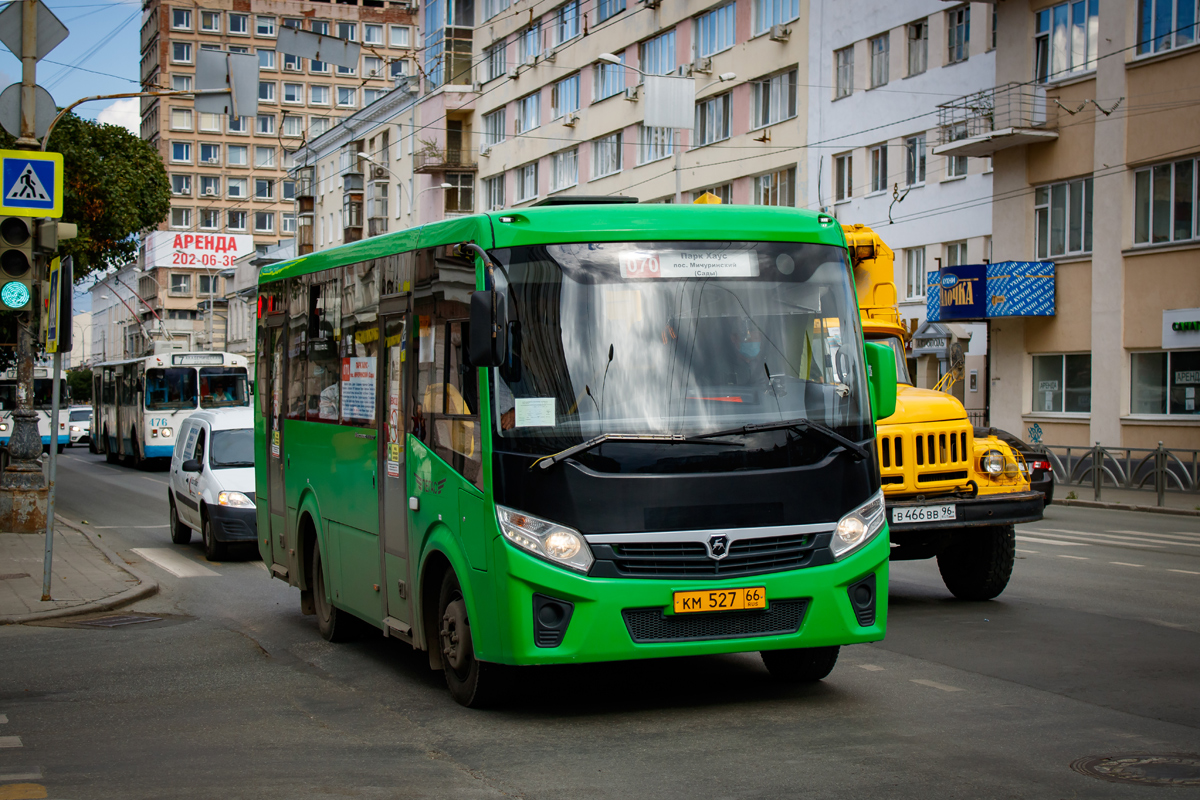
ПАЗ-320405-04 «Vector Next» в Екатеринбурге

3 июня 2016 года началось серийное производство автобусов ПАЗ «Vector Next». Новая модель базируется на шасси «ГАЗон Next». Сзади была применена пневматическая подвеска, что заметно уменьшило тряску, которая была сильно ощутима в ПАЗ-3205 и ПАЗ-3204. Модель имеет модульный кузов, дисковые тормоза. Модификации различаются по длине (7,1 м, 7,6 м или 8,8 м), топливу (газ или дизель), двигателю и коробке передач. Пассажировместимость варьируется от 26 (в модификации для перевозки детей) до 61 (в 8,8 метровом). Первый автобус ПАЗ Vector Next принадлежит заводу-изготовителю.

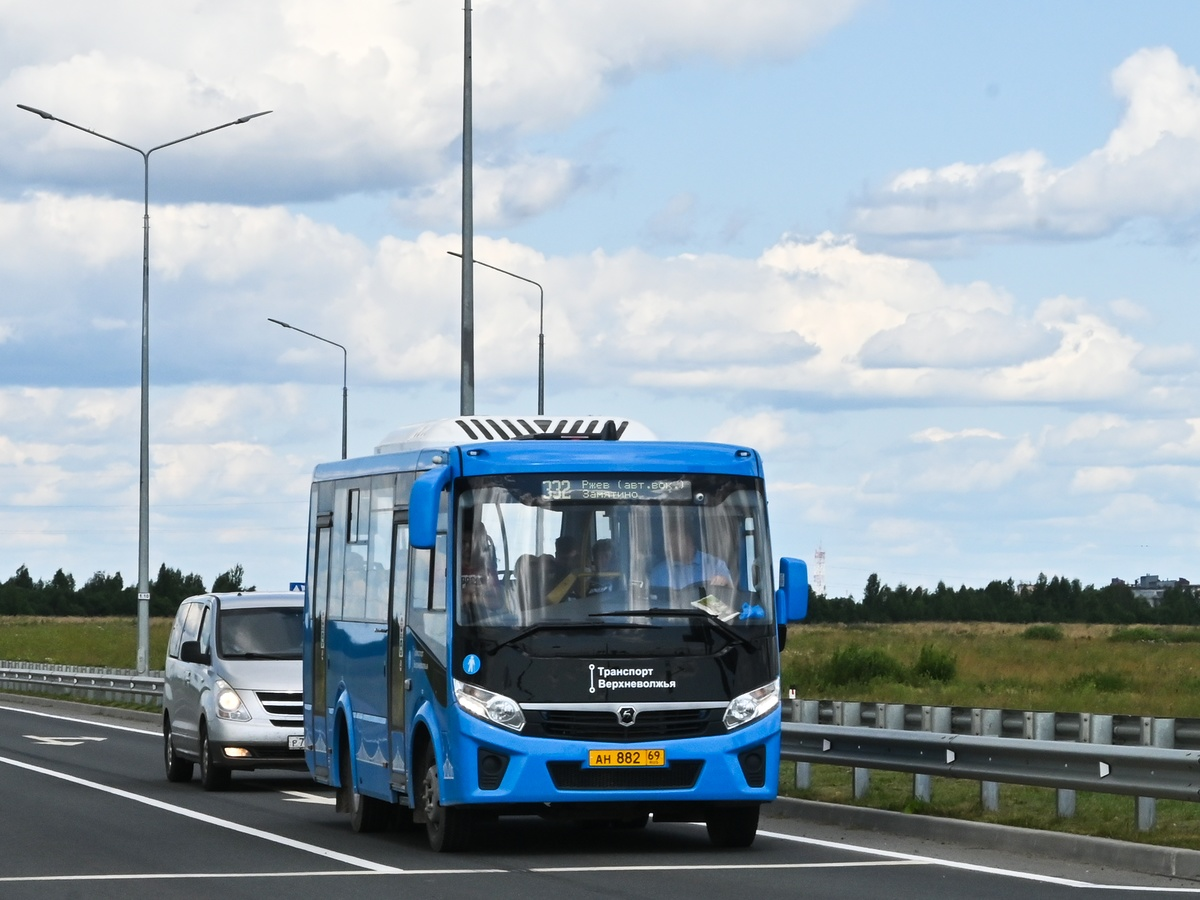
ПАЗ-320405-04 «Vector Next» в Тверской области

По состоянию на 2021 год существуют модификации:
«Vector Next 7.1» — автобусы с длиной 7100 мм, базой 3800 мм
- ПАЗ-320305 — городской и пригородный автобус, оснащались газо-бензиновыми двигателями производства ЗМЗ

«Vector Next 7.6» — автобусы с длиной 7600 мм, базой 3800 мм
- ПАЗ-320405 — стандартный городской и пригородный автобус
- ПАЗ-320406 — стандартный городской и пригородный автобус

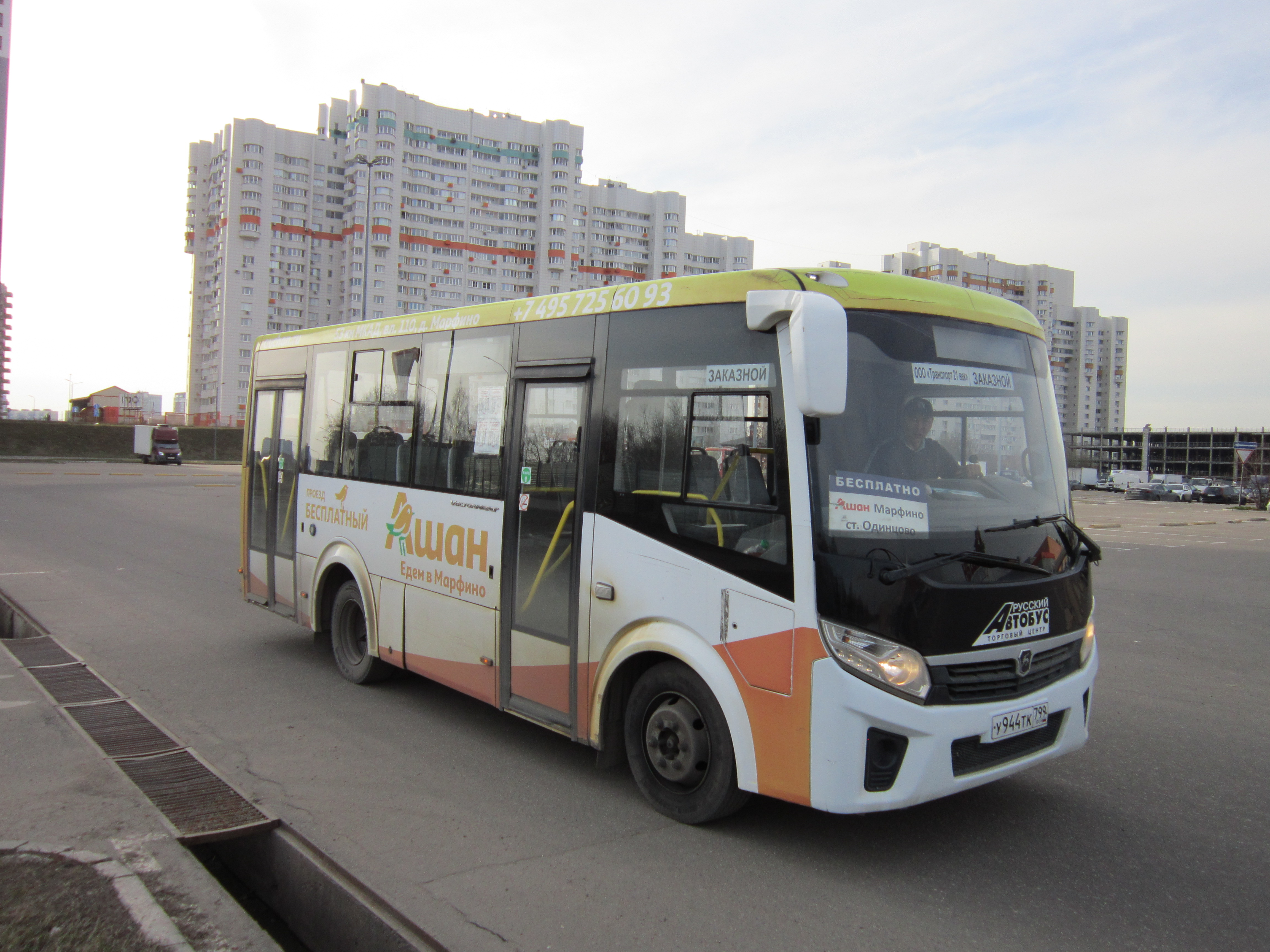
ПАЗ-320435-04 «Vector Next» на территории гипермаркета «Ашан-Марфино», Марфино, Одинцовский район Московской области

- ПАЗ-320435 «Доступная среда» — городской, с низким полом в задней секции, с возможностью перевозки инвалида в кресле-коляске и более широкой двустворчатой задней дверью
- ПАЗ-320436 «Доступная среда» — городской, с низким полом в задней секции, с возможностью перевозки инвалида в кресле-коляске и более широкой двустворчатой задней дверью
- ПАЗ-320445 — городской, с возможностью перевозки инвалида в кресле-коляске и более широкой двустворчатой задней дверью
- ПАЗ-320446 — городской, с возможностью перевозки инвалида в кресле-коляске и более широкой двустворчатой задней дверью

«Vector Next 8.8» — автобусы с длиной 8800 мм, базой 4760 мм
- ПАЗ-320415 «Доступная среда» — городской, с низким полом в задней секции, с возможностью перевозки инвалида в кресле-коляске, с двустворчатой задней дверью
- ПАЗ-320425 — городской, с двустворчатой задней дверью, вместимость 56-61 пассажиров.
- ПАЗ-320455— междугородний
- ПАЗ-320475 — школьный, с возможностью перевозки инвалида в кресле-коляске и двустворчатой задней дверью

После обозначения индекса модели через дефис добавляется индекс типа установленного двигателя. Модификации Вектор Next выпускаются со следующими типами двигателей:
- −12  — с инжекторным газо-бензиновым двигателем двигателем ЗМЗ-5245 и ГБО для работы на КПГ, Евро-5. Устанавливался только на «Vector Next 7.1».
- −22 — с инжекторным газо-бензиновым двигателем двигателем ЗМЗ-5245 и ГБО для работы на сжиженном газе, Евро-5

Газовые баллоны установлены под полом салона. Устанавливался только на ВЕКТОР NEXT 7.1.
- −04 — с дизельным двигателем ЯМЗ-53423[7] (также «Вектор»)
- −14  — с газовым двигателем ЯМЗ-53414, работающем на КПГ

У модификаций с газовым двигателем баллоны установлены под полом салона. В модификациях с низким полом в задней секции баллоны установлены на крыше.

## Технические характеристики
- Класс автобуса: малый (ПАЗ-3203) и средний (ПАЗ-3204 во всех модификациях)
- Назначение: городской с двустворчатой задней дверью
- Колёсная формула: 4 × 2
- Тип кузова: несущий вагонной компоновки
- Ресурс кузова: 8 лет
- Длина/ширина/высота: 7600 мм / 2410 мм / 2880 мм
- База: 3800 мм
- Высота потолка в салоне: 1980 мм
- Количество дверей: 2
- Общее число мест (в том числе посадочных): 42-60 (17-30)
- Масса снаряжённая/полная: 5055 кг / 8825 кг
- Нагрузка на переднюю/заднюю ось: 2580 кг / 6245 кг
- Ёмкость топливного бака: 105 л
- Мосты: КААЗ
- Рулевой механизм: CSA 300.92
- Вентиляция: естественная через люки в крыше и форточки на боковых окнах
- Контрольный расход топлива на 100 км при:
  - 60 км/ч — 19 л
  - 80км/ч — 22 л
- Максимальная скорость, не менее: 120 км/ч
- КПП: ZF мех., 5-ст.
- АКПП Allison S2000

### Тормозная система
- Рабочая: барабанные тормозные механизмы на всех колёсах; регулировка автоматическая, ABS.
- Стояночная: тормозные механизмы и тормозные камеры с пружинными энергоаккумуляторами на задних колёсах, управление пневматическое.
- Запасная: один из контуров рабочей тормозной системы.

### Система отопления
Четыре отопителя в салоне, один отопитель рабочего места водителя, подогреватель, подключены к системе охлаждения двигателя.

### Двигатель

#### ЗМЗ-5245
- Количество и расположение цилиндров: V8
- Нормы экологической безопасности: Евро-4, −5
- Рабочий объем: 4,67 л
- Мощность: 140 л. с.
- Топливо: бензин АИ-92, метан.

#### Cummins/ЯМЗ-534
- Количество и расположение цилиндров: 4R
- Нормы экологической безопасности: Tier3/Euro-4
- Рабочий объём: 3,92/4,43 л
- Максимальный крутящий момент: 502 Н·м
- Мощность: 104,2/150 л. с. (искусственно уменьшена электроникой)
- Топливо: дизельное.